# Олег Інгварович
Олег Інгварович Красний (*1215 — 8 березня 1258) — 1-й великий князь рязанський у 1252—1258 роках. Місцевошанований святий Рязані. Відомий також як Олег I Рязанський.

## Життєпис
Син Інгвара Ігоровича, князя рязанського. Взимку 1238 року брав участь у битві біля Коломни проти монгольського військ ана чолі із Бату-ханом, де рязанська дружина зазнала поразки, а Олег потрапив у полон. Тут перебував 14 років.
1252 року, коли не залишилось жодних його родичів, звільнений. Отримав також ярлик на велике князівство Рязанське (можливо через поєднання Рязанського, Пронського і Коломенського князівств). Цим хан Бату намагався не допустити поглинання Рязанської землі великим князівством Володимирським.
Мирно панував, зберігаючи вірність ханові. 1257 року дозволив монголам провести перепис населення  для визначення розміру данини. Продовжив політику відродження міст й господарства князівства. У 1258 році, відчуваючи наближення смерті, Олег був пострижений в схиму з ім'ям Косми. Похований у храмі Святого Спасу. Владу спадкував його син Роман.